# George-Gabriel Vișan
George-Gabriel Vișan (n. 18 septembrie 1974

) este un fost deputat român, în legislatura 2016-2020. 